# Nozeba emarginata
Nozeba emarginata is een slakkensoort uit de familie van de Iravadiidae. De wetenschappelijke naam van de soort is voor het eerst geldig gepubliceerd in 1885 door Hutton.